# Don Hanly
Don Hanly (eigentlich Donald Hanly; * 5. April 1954) ist ein ehemaliger australischer Hürdenläufer und Sprinter.
Bei den Olympischen Spielen 1976 in Montreal schied er über 400 m Hürden und in der 4-mal-400-Meter-Staffel im Vorlauf aus.
1976 wurde er Australischer Meister über 400 m Hürden.

## Persönliche Bestzeiten
- 400 m: 46,85 s, 23. März 1980, Sydney
- 400 m Hürden: 49,8 s, 21. März 1976, Melbourne